# Marengo (Washington)
Pour les articles homonymes, voir Marengo.
Marengo est une localité américaine du comté de Columbia, dans l'État de Washington.